# المصنعة (الطيال)

تعديل مصدري - تعديل

المصنعة هي إحدى قرى عزلة بني جبر بمديرية الطيال التابعة لمحافظة صنعاء، بلغ تعداد سكانها 1536 نسمة حسب تعداد اليمن لعام 2004.